# Чон У Йон (футболіст, 1999)
Чон У Йон (кор. 정우영, нар. 20 вересня 1999, Інчхон) — південнокорейський футболіст, півзахисник німецького клубу «Уніон» (Берлін) і національної збірної Південної Кореї.

## Клубна кар'єра
Народився 20 вересня 1999 року в Інчхоні. Вихованець юнацьких команд місцевого «Інчхон Юнайтед», звідки 2018 року був запрошений до структури німецької «Баварії».
У Мюнхені юний кореєць досить успішно грав за другу команду «Баварії», а 2019 року навіть дебютував у Бундеслізі за «основу».
Влітку 2019 року за 2 мільйони євро перебрався до «Фрайбурга». На першу половину 2020 року повертався на умовах оренди до другої команди «Баварії».
Повернувшись з оренди, став у складі «Фрайбурга» одним з основних гравців центру поля.

## Виступи за збірні
2014 року дебютував у складі юнацької збірної Південної Кореї (U-17), загалом на юнацькому рівні взяв участь в 11 іграх, відзначившись 3 забитими голами.
Протягом 2017–2019 років залучався до складу молодіжної збірної Південної Кореї. На молодіжному рівні зіграв у 3 офіційних матчах, забив 1 гол.
2021 року дебютував в офіційних матчах у складі національної збірної Південної Кореї. Наступного року був включений до заявки збірної на чемпіонат світу 2022 в Катарі.
| Дата       | Місто    | Господарі      | Результат | Гості          | Турнір            | Голи | Примітки |
| ---------- | -------- | -------------- | --------- | -------------- | ----------------- | ---- | -------- |
| 25-3-2021  | Йокогама | Японія         | 3 – 0     | Південна Корея | товариський матч  | -    | 46'      |
| 16-11-2021 | Доха     | Ірак           | 0 – 3     | Південна Корея | Відбір до ЧС 2022 | 1    | 79'      |
| 1-2-2022   | Дубай    | Сирія          | 0 – 2     | Південна Корея | Відбір до ЧС 2022 | -    | 46'      |
| 2-6-2022   | Сеул     | Південна Корея | 1 – 5     | Бразилія       | товариський матч  | -    | 58' 88'  |
| 6-6-2022   | Теджон   | Південна Корея | 2 – 0     | Чилі           | товариський матч  | -    | 58'      |
| 10-6-2022  | Сувон    | Південна Корея | 2 – 2     | Парагвай       | товариський матч  | 1    | 74'      |
| 23-9-2022  | Коян     | Південна Корея | 2 – 2     | Коста-Рика     | товариський матч  | -    | 77'      |
| 27-9-2022  | Сеул     | Південна Корея | 1 – 0     | Камерун        | товариський матч  | -    | 72'      |
| Усього     |          | Матчів         | 8         |                | Голів             | 2    |          |